# Alwin Mittasch
Paul Alwin Mittasch (Großdehsa, 1869. december 27. – Heidelberg, 1953. június 4.) szorb származású német vegyész és természettudomány-kutató. A katalizátor-kutatások terén vált ismertté.

## Pályafutása
Pedagógus édesapja nem tudta gimnáziumba küldeni a család szűkös anyagi helyzete miatt, ezért népiskolai tanítói oklevelet szerzett Bautzenban 1889-ben. Lipcsében tanított egy körzeti iskolában, közben pedagógiát hallgatott az egyetemen, és Wilhelm Ostwald irányítása mellett tanulta kedvenc tárgyát, a kémiát. 1901-ben kitüntetéssel vizsgázott Max Bodensteinnél fizikai kémiából, disszertációját a nikkel-tetrakarbonilokról írta. Érettségi vizsga nélkül nem maradhatott a felsőoktatásban, ezért az iparban helyezkedett el. Már egyetemi évei alatt foglalkozott a reakciókinetika kérdéseivel, és később az elsők között igyekezett megérteni a katalizátorok elméletét és működését. 
1903-ban Stolbergben analitikai kémikusként dolgozott egy bányavállalatnál. 
1904-ben a BASF-nál Carl Bosch kémiai asszisztense lett. 1910-ben olcsó és stabil heterogén katalizátor feltalálásával nagy mennyiségű ammóniát sikerült előállítania nitrogénből a Haber-Bosch-eljárással.
1913-ban sikerrel hajtotta végre a magas nyomású metanolszintézist. 1914 elején munkatársaival együtt salétromsavat sikerült előállítania heterogén katalizátor segítségével a szintetikus ammónia oxidációján keresztül. A salétromsav a műtrágya és a robbanószer alapanyaga, nélküle a Német Birodalom nem tudott volna háborút folytatni, miután Chiléből nem szállítottak már salétromot.
Mittasch 1918-ban már Carl Bosch legközelebbi munkatársa, és a BASF cég újonnan alapított, oppaui ammónia-laboratóriumának a vezetője. A labor 10 éven belül az európai kontinens legnagyobb vegyi kutató állomásává fejlődött. Az oppaui laboratóriumban folyékony nitrogént is sikerült előállítani, melyet 1922-től kezdve nagy mennyiségben termeltek Leunában, a vegyi üzemben.
Mittasch rendkívül tehetséges és szorgalmas ipari vegyész volt, 80 szabadalom fűződik a nevéhez. Az elhúzódó világgazdasági válság, és legidősebb fiának halálos balesete annyira megviselte, hogy idő előtti nyugdíjazását kérte.

## Publikációi
- Chemische Dynamik des Nickelkohlenoxyds (Dissertation). In: Zeitschrift für physikalische Chemie. 1902, 40, S. 1–88.
- mit E. Theis: Von Davy und Döbereiner bis Deacon. Ein halbes Jahrhundert Grenzflächenkatalyse. 1932
- Kurze Geschichte der Katalyse in Praxis und Theorie. 1939
- Lebensprobleme und Katalyse. 1947
- Von der Chemie zur Philosophie. Ausgewählte Schriften und Vorträge. 1948 (mit Autobibliographie)
- Geschichte der Ammoniaksynthese. Verlag Chemie, Weinheim 1951
- Salpetersäure aus Ammoniak. 1953
- Erlösung und Vollendung. Gedanken über die letzten Fragen. 1953